# Obra Sindical 18 de Julio
La Obra Sindical «18 de Julio» fue un organismo de asistencia sanitaria que existió en la España franquista. Fundada en 1940, era un organismo dependiente del Sindicato Vertical.
Si bien en sus inicios fue una organización de asistencia médica y hospitalaria, posteriormente evolucionaría hacia constituir más una organización a cargo de la Seguridad social y de la prestación del Seguro Obligatorio de Enfermedad. En comparación con otros organismos del régimen franquistas, la Obra Sindical «18 de Julio» fue una de las más influyentes entre los trabajadores. Por Decreto 558/1971 de 1 de abril de 1971 se procedió a la integración de la Obra Sindical «18 de Julio» y de sus funciones dentro de la estructura de la Seguridad Social.